# Stora Rom
Stora Rom este o arie protejată (arie specială de conservare — SAC, sit de importanță comunitară — SCI) din Suedia întinsă pe o suprafață de 16,8 ha, integral pe uscat.

## Localizare
Centrul sitului Stora Rom este situat la coordonatele 56°08′31″N 15°49′18″E / 56.142°N 15.8218°E.

## Înființare
Situl Stora Rom a fost declarat sit de importanță comunitară în decembrie 1998 pentru a proteja 2 specii de animale. Situl a fost protejat și ca arie specială de conservare în martie 2011.

## Biodiversitate
Situată în ecoregiunile continentală și marină baltică, aria protejată conține 4 habitate naturale: Pajiști fino-scandinave uscate până la mezice, bogate în specii de altitudine mică, Mlaștini turboase de tranziție și turbării mișcătoare, Pășuni de coastă din Baltica boreală, Pășuni din zone de pădure fino-scandinave.
La baza desemnării sitului se află mai multe specii protejate:
- amfibieni (1): triton cu creastă (Triturus cristatus)
- nevertebrate (1): libelule (Leucorrhinia pectoralis)